# Geschichtsverein für Grevenbroich und Umgebung
Der Geschichtsverein für Grevenbroich und Umgebung e. V. ist eine Vereinigung in Grevenbroich, die sich der Erforschung und Vermittlung der Regionalgeschichte widmet. Er wurde 1977 gegründet und hat etwa 180 Mitglieder.

## Gründung
Mit der kommunalen Neugliederung entstand 1975 auch die heutige Stadt Grevenbroich, in der verschiedene vormals selbstständige Gemeinden und Städte aufgegangen waren. Damit eng verbunden ist die Gründung des Geschichtsvereins Grevenbroich. 
Am 23. März 1977 trafen sich auf Anregung des damaligen Leiters der Grevenbroicher Volkshochschule, Wilhelm Lauth, interessierte Bürger zu einem vorbereitenden Gespräch. Als Ziel wurde formuliert: Nach Abschluss der Gebietsreform möchte die neue Stadt Grevenbroich versuchen, die historischen Bestände in allen Stadtteilen zu sichern, um zu einer schriftlichen Darstellung der Stadtgeschichte zu gelangen. Auf der Gründungsversammlung am 31. Oktober 1977 wählten die 27 Gründungsmitglieder Wilhelm Lauth zu ihrem Vorsitzenden, Friedrich Schmitz zum Geschäftsführer und Hans-Dieter Schnorrenberg zum Schatzmeister des Vereins.

## Aktivitäten
Der Geschichtsverein bietet regelmäßig Vorträge und Exkursionen zur Geschichte Grevenbroichs, der Umgebung sowie zu Themen des weiteren Umlands an. Etwa einmal pro Monat treffen sich Mitglieder und Interessierte zu Vortragsabenden, das Semesterprogramm schließt traditionell eine Exkursion ins weitere Umland, etwa nach Münster, nach Lüttich oder ins deutsch-niederländische Grenzgebiet ab. Seitdem Friedrich Schmitz 1996 die Führung der Geschichtsfreunde übernahm, ergänzen historische Fahrradtouren, Bilder- und Filmabende das Angebot. 
Im Jahr 2000 wurde der Arbeitskreis Geschichte gegründet, der viermal jährlich Geschichte zum Anfassen bietet und die archäologischen Themen der Stadtgeschichte abdeckt, etwa die römische und fränkische Besiedlung der Region. 2006 kam der Arbeitskreis Familienforschung hinzu, der sich neben klassischer Genealogie auch mit biographischen Zugängen zur Geschichte befasst.  Der Verein hat eine eigene, umfängliche Forschungsbibliothek zur Grevenbroicher und rheinischen Landesgeschichte aufgebaut, die Interessierten offensteht und im Stadtarchiv Grevenbroich genutzt werden kann. Eine regionalgeschichtliche Abteilung ist in der Stadtbücherei Grevenbroich ausleihbar.

## Schriftenreihe
Ergänzt werden die Aktivitäten des Vereins durch eine eigene Schriftenreihe, die Beiträge zur Geschichte der Stadt Grevenbroich. In unregelmäßigen Abständen werden Arbeiten, sowohl Aufsatzsammlungen als auch Monographien zur Grevenbroicher Geschichte herausgegeben. Der erste Band erschien bereits 1979, mittlerweile (Stand Dez. 2015) sind insgesamt 24 Bände in der Reihe veröffentlicht worden. Neben einer Geschichte des Grevenbroicher Schulwesens (Band 4) erschienen vor allem Aufsätze zur Grevenbroicher Geschichte. 
Seit 1996 ist der Geschichtsverein dazu übergegangen, sogenannte Stadtteilgeschichten vorzulegen, so entstanden Aufsatzsammlungen zur Geschichte Wevelinghovens (1996), veröffentlicht anlässlich des 900-jährigen Bestehens des Ortes, außerdem Darstellungen zur Geschichte von Hemmerden (1999), von Kapellen (2001) und von Frimmersdorf (2001). 1999 konnte in der Reihe die Arbeit die Stiftung Kruchen in Wevelinghoven von Wolfgang Dietz publiziert werden und 2006 legte der Verein erstmals eine Gesamtdarstellung zur Grevenbroicher Geschichte unter dem Titel Grevenbroich. Die Stadtgeschichte vor. Als Autor fungierte der Dortmunder Hans Georg Kirchhoff, der dabei durch den Archäologen Jost Auler unterstützt wurde. Anlässlich der Herausgabe der Stadtgeschichte wurde das äußere Erscheinungsbild der Beiträge, vor allem das Layout modernisiert und das Format geändert.

## Auszeichnungen
Für die besonderen Verdienste um die Erforschung und Vermittlung von Geschichte wurde der erste Vorsitzende Friedrich Schmitz 1994 mit dem Rheinlandtaler des Landschaftsverbands Rheinland ausgezeichnet und im Jahr 2004 erhielt der Verein den Heimatpreis des Kreisheimatbundes Neuss.

## Neuere Entwicklungen
Heute wird der Geschichtsverein von Ulrich Herlitz als erstem Vorsitzendem, Cornelia Schulte als zweiter Vorsitzenden, Thomas Wolff als Geschäftsführer und Achim Kühnel als Schatzmeister geleitet. Gute Kontakte bestehen zu zahlreichen befreundeten Vereinen und Archiven im Umland, außerdem zu den Universitäten in Köln und Bonn. Zum Lutherjahr 2017 beteiligte sich der Geschichtsverein für Grevenbroich und Umgebung an der Broschüre Was glaubst Du? Weltreligionen in Grevenbroich der Sparkassenstiftung im Rhein-Kreis Neuss, die am 15. März 2017 in Berlin mit dem DAVID der Sparkassenstiftungen ausgezeichnet wurde.

## Veröffentlichungen (Auswahl)
- Horst Kandt: Steinerne Grabkreuze aus drei Jahrhunderten im Stadtgebiet Grevenbroich. Grevenbroich 1980 (Beiträge zur Geschichte der Stadt Grevenbroich, Band 2).
- Hubert Cames: Geschichte des Grevenbroicher Schulwesens. Grevenbroich 1982 (Beiträge zur Geschichte der Stadt Grevenbroich, Band 4).
- Wilhelm Lauth (Hrsg.): Die Chronik der Familie Oberbach. Grevenbroich 1991 (Beiträge zur Geschichte der Stadt Grevenbroich, Band 9).
- Jakob Tups: Die Chronik des Geschichtsvereins in Zeitungsberichten. Grevenbroich 1995 (Beiträge zur Geschichte der Stadt Grevenbroich, Band 11).
- 900 Jahre Wevelinghoven Hrsg. vom Geschichtsverein Grevenbroich. Grevenbroich 1996 (Beiträge zur Geschichte der Stadt Grevenbroich, Band 12).
- Zur Geschichte Hemmerdens Hrsg. vom Geschichtsverein Grevenbroich. Grevenbroich 1999 (Beiträge zur Geschichte der Stadt Grevenbroich, Band 13).
- Wolfgang Dietz: Die Stiftung Kruchen in Wevelinghoven 1866 – 1998. Grevenbroich 1999 (Beiträge zur Geschichte der Stadt Grevenbroich, Band 14).
- Kapellen (Erft). Hrsg. vom Geschichtsverein Grevenbroich. Grevenbroich 2001 (Beiträge zur Geschichte der Stadt Grevenbroich, Band 15).
- Frimmersdorf im Wandel der Zeit. Hrsg. vom Geschichtsverein Grevenbroich. Grevenbroich 2005 (Beiträge zur Geschichte der Stadt Grevenbroich, Band 16).
- Hans Georg Kirchhoff: Grevenbroich – die Stadtgeschichte. Von der Vorzeit bis zur Französischen Revolution. Unter Mitarbeit von Jost Auler. Grevenbroich 2006 (Beiträge zur Geschichte der Stadt Grevenbroich, Band 17).